# Walter Hugo Khouri

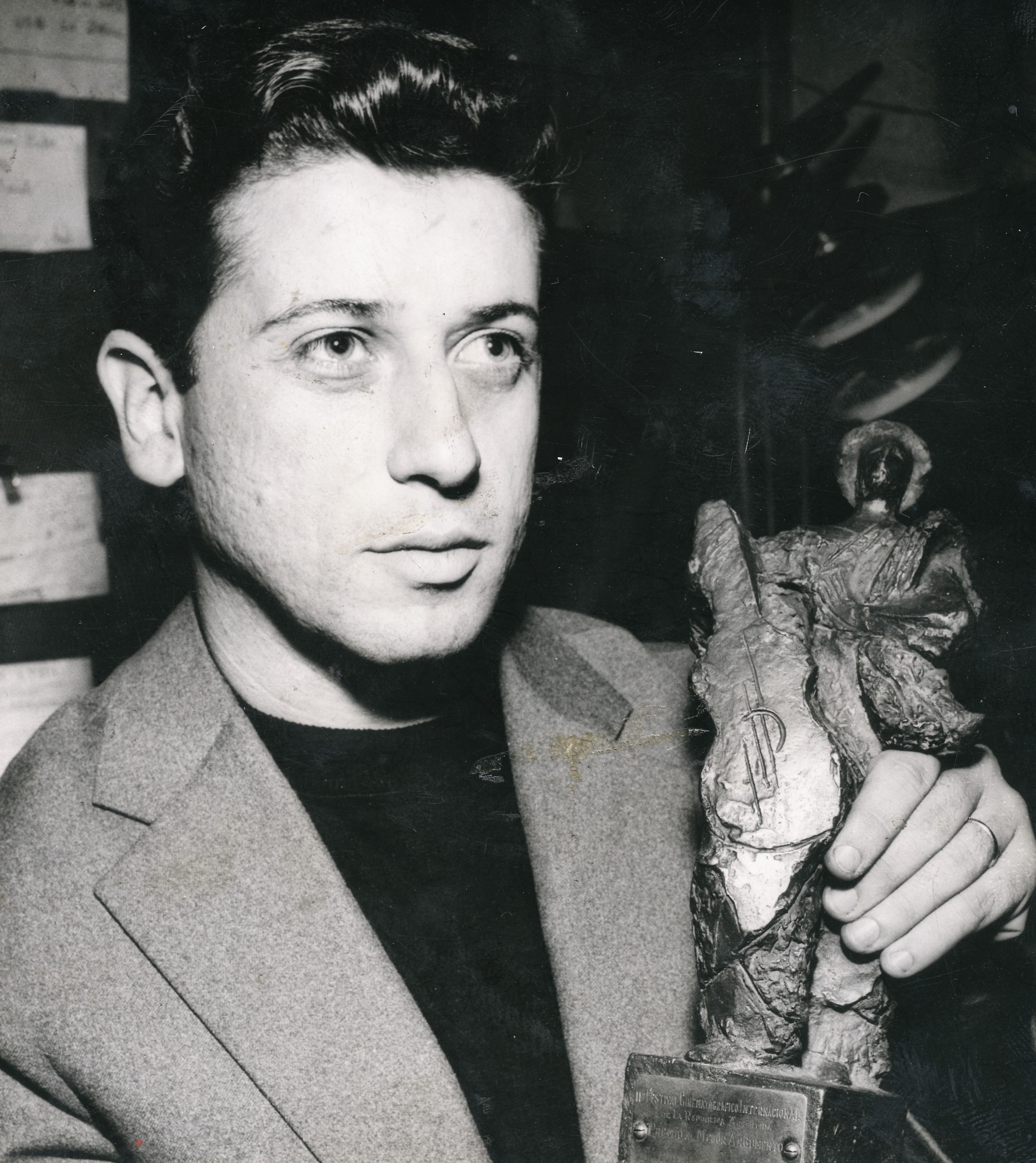
Walter Hugo Khouri, 1960

Walter Hugo Khouri (* 21. Oktober 1929 in São Paulo, Brasilien; † 27. Juni 2003 ebenda) war ein brasilianischer Filmregisseur, Drehbuchautor und Filmproduzent.

## Leben
Von 1953 bis 1998 schuf Khouri als Regisseur 26 Spielfilme, für die meisten davon schrieb er auch das Drehbuch. Mit Noite Vazia (deutscher Titel Spiele der Nacht) nahm er an den Internationalen Filmfestspielen von Cannes 1965, mit O Palácio dos Anjos an den Internationalen Filmfestspielen von Cannes 1970 teil. Mehrfach ausgezeichnet wurde er von der Associação Paulista dos Críticos de Arte (APCA), so 1974 für O Último Êxtase (bestes Buch), 1975 für O Anjo da Noite (bester Film), 1982 für Eros, O Deus do Amor (bester Film, beste Regie) und 1994 für Per sempre (beste Regie). Beim Festival de Gramado 1975 erhielt sein Werk O Anjo da Noite den Hauptpreis als bester Film. Khouris erotischer Film Amor Estranho Amor von 1982 (unter anderem mit Vera Fischer und Xuxa Meneghel) löste kontroverse Diskussionen aus.

## Filmografie
| - 1953: O Gigante de Pedra - 1958: Estranho Encontro - 1959: Fronteiras do Inferno - 1960: Na Garganta do Diabo - 1963: A Ilha - 1964: Spiele der Nacht (Noite Vazia) - 1966: Heißes Blut (O Corpo Ardente) - 1966: As Cariocas - 1968: As Amorosas - 1970: O Palácio dos Anjos - 1972: As Deusas - 1973: O Último Êxtase - 1974: O Anjo da Noite | - 1975: O Desejo - 1977: Paixão e Sombras - 1978: O Prisioneiro do Sexo - 1978: As Filhas do Fogo - 1980: O Convite ao Prazer - 1981: Eros, O Deus do Amor - 1982: Amor Estranho Amor - 1984: Amor Voraz - 1987: Mônica e a Sereia do Rio - 1987: Eu - 1991: Per sempre - 1995: As Feras - 1998: Paixão Perdida |